# Mp3PRO

mp3PRO는 현재는 유지보수되지 않는 사유 오디오 압축 코덱의 하나로, MP3 오디오 포맷을 스펙트럼 대역 복제(SBR) 압축 방식과 함께 병합한다. 개발이 됨과 동시에 스테레오 MP3의 크기를 동일한 상대 품질을 유지하면서 50%만큼 감소시킬 수 있다. 근본적으로는, 주파수 범위를 절반으로 나누었을 때 그 윗부분을 버리고 디코딩 중에 알고리즘적으로 해당 정보를 복제함으로써 동작한다.
SBR에 기반한 기술은 1990년대 말 스웨덴 기업 코딩 테크놀로지스 AB(2007년 돌비 연구소에 의해 인수)에 의해 개발되었다. MPEG-2 AAC 파생 코덱 aacPlus에 포함되었으며, 이는 이후 MPEG-4 HE-AAC로 표준화된다. 톰슨 멀티미디어(현재의 테크니컬러 SA)는 이 기술을 라이선스하였고 MP3 포맷을 확장하기 위해 사용하였는데, 이를테면 이들이 특허를 보유함으로써 영리를 추구할 시간을 늘리길 바랐다. 이는 2001년 mp3PRO로 출시되었다.
원래는 mp3PRO 파일들이 기존 MP3 디코더들과 호환되었으며 SBR 데이터는 단순히 무시되었다고 주장되었다. 실제로 특정 mp3PRO 디코딩 기능이 없는 MP3 플레이어들은 mp3PRO 파일들 재생할 때 상당한 음질 감소가 있었는데 이는 원래 주파수 범위의 절반 중 하위만 이용이 가능했기 때문이다.